# Бостилово
Бо́стилово — деревня в составе Куганаволокского сельского поселения Пудожского района Республики Карелия.

## Общие сведения
Расположена на южном берегу озера Водлозеро.

## Население
Численность населения в 1905 году составляла 66 человек.
| 2002 | 2010 | 2013 |
| ---- | ---- | ---- |
| 6    | ↗11  | ↘10  |